# Rosnice siná
Rosnice siná (Litoria caerulea) je stromová žába z čeledi rosničkovitých patřící do rodu Litoria vyskytující se v lesích a křovinách v Austrálii a Nové Guineji. Není příliš ohrožena vyhubením, protože je velice přizpůsobivá a dokáže žít i poblíž lidských sídel na zahradách, balkonech a dokonce i koupelnách.
Oproti ostatním australským žábám je poměrně velká, dorůstá okolo 10 cm. Je zavalitá a má zelené zbarvení na hřbetě, které ale dokáže měnit a na břiše je světlá.
Díky nenáročnosti na chov v teráriu je oblíbená mezi teraristy po celém světě.

## Taxonomie

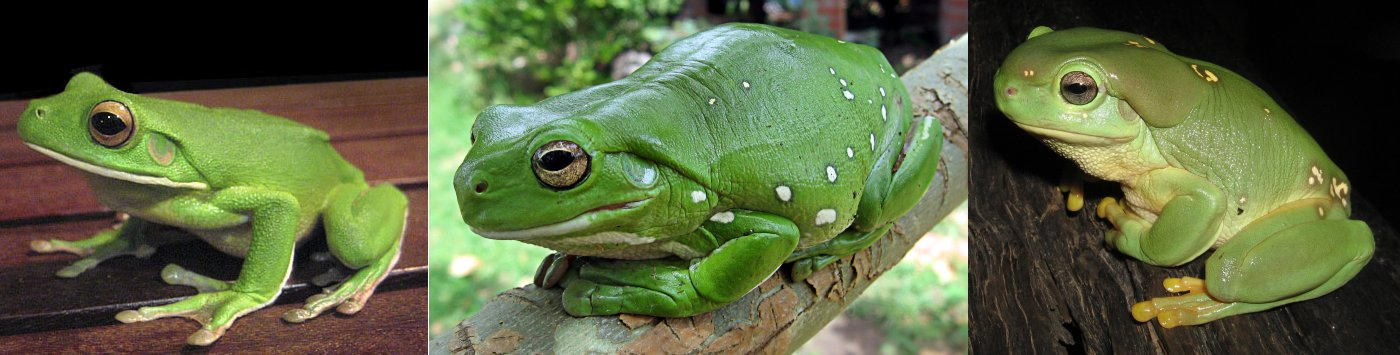
Rosnice siná (uprostřed) a její dva příbuzné druhy; zleva rosnice běloretá a zprava rosnice skvostná

Rosnice siná patří do rodu australských rosniček Litoria, kam patří ještě 158 druhů. Byla popsána již roku 1790 anglickým biologem, lékařem a botanikem Johnem Whitem. Tak se stala první australskou žábou s vědeckou klasifikací. Rosnici siné jsou nejpodobnější druhy rosnice běloretá (Litoria infrafrenata) a rosnice skvostná (Litoria splendida).

## Výskyt
Rosnice siná se vyskytuje převážně v Austrálii a to na jejím severovýchodě, kde se nacházejí státy Queensland, New South Wales a Severní Teritorium. Zdržuje se zde především ve vlhčích tropických lesnatých oblastech. Dále se přirozeně vyskytuje na jihu Nové Guineje, kde obývá oproti australským rosnicím sušší biotopy.
Byla vysazena v USA, kde byla nalezena na dvou místech na Floridě a na Novém Zélandu, kde ale nebyla spatřena od roku 1950.

## Popis

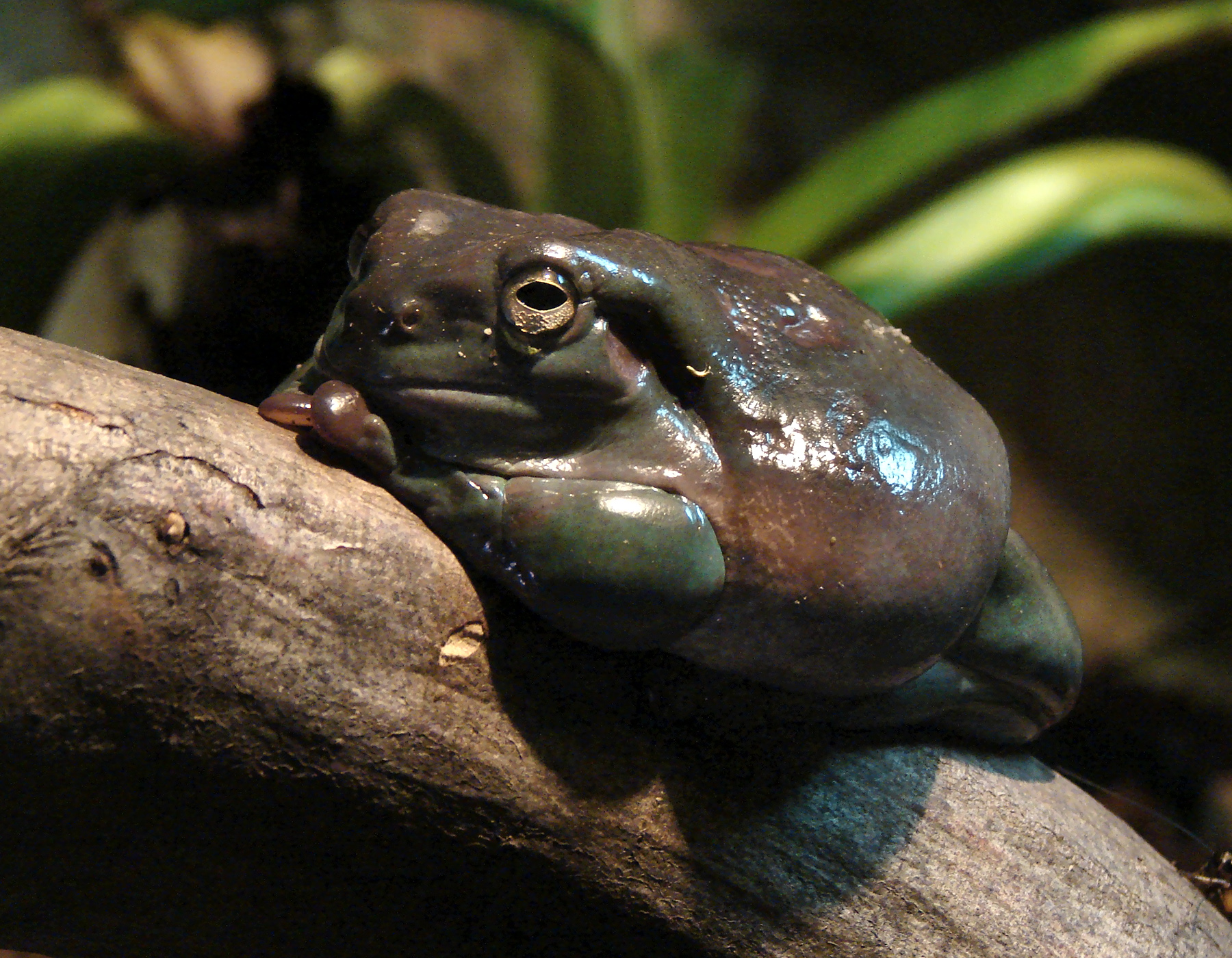
Tmavě zbarvená rosnice

Rosnice siná je okolo 10 cm velká, se zavalitým tělem. Na hřbetě je nejčastěji zelená, ale podle nálady, teploty, vlhkosti a barvy prostředí mění na odstíny hnědé, někdy dokonce namodralé (odtud druhové jméno caerulea - latinsky modrý) barvy. Některé exempláře mají na hřbetě též nepravidelné bílé skvrny. Na břiše je bílá a hrdlo je světle šedé. Na těle je posazená velká hlava s velkýma očima nažloutlé barvy a vodorovné zornice. Na konci dlouhých prstů má až 5 mm dlouhé přísavky které jí umožňují lézt i svisle po skle. Mezi prsty jsou pak malé plovací blány. Tympanum (blána kůže podobná ušnímu bubínku) je viditelná.
Podobná rosnici siné je 14 cm dorůstající rosnice běloretá (Litoria infrafrenata). Tu od rosnice siné poznáte podle toho, že rosnice siná postrádá bílý pruh na dolní čelisti. Dále se rosnici siné podobá rosnice skvostná (Litoria splendida), která na rozdíl od rosnice siné má velké jedové žlázy po stranách hlavy.
Pulci jsou zpočátku hnědí a dorůstají 8 mm. Před proměnou v dospělou žábu měří až 44 mm. Vajíčka jsou hnědá v průhledném slizu, 1,1 až 1,4 mm v průměru.

## Způsob života

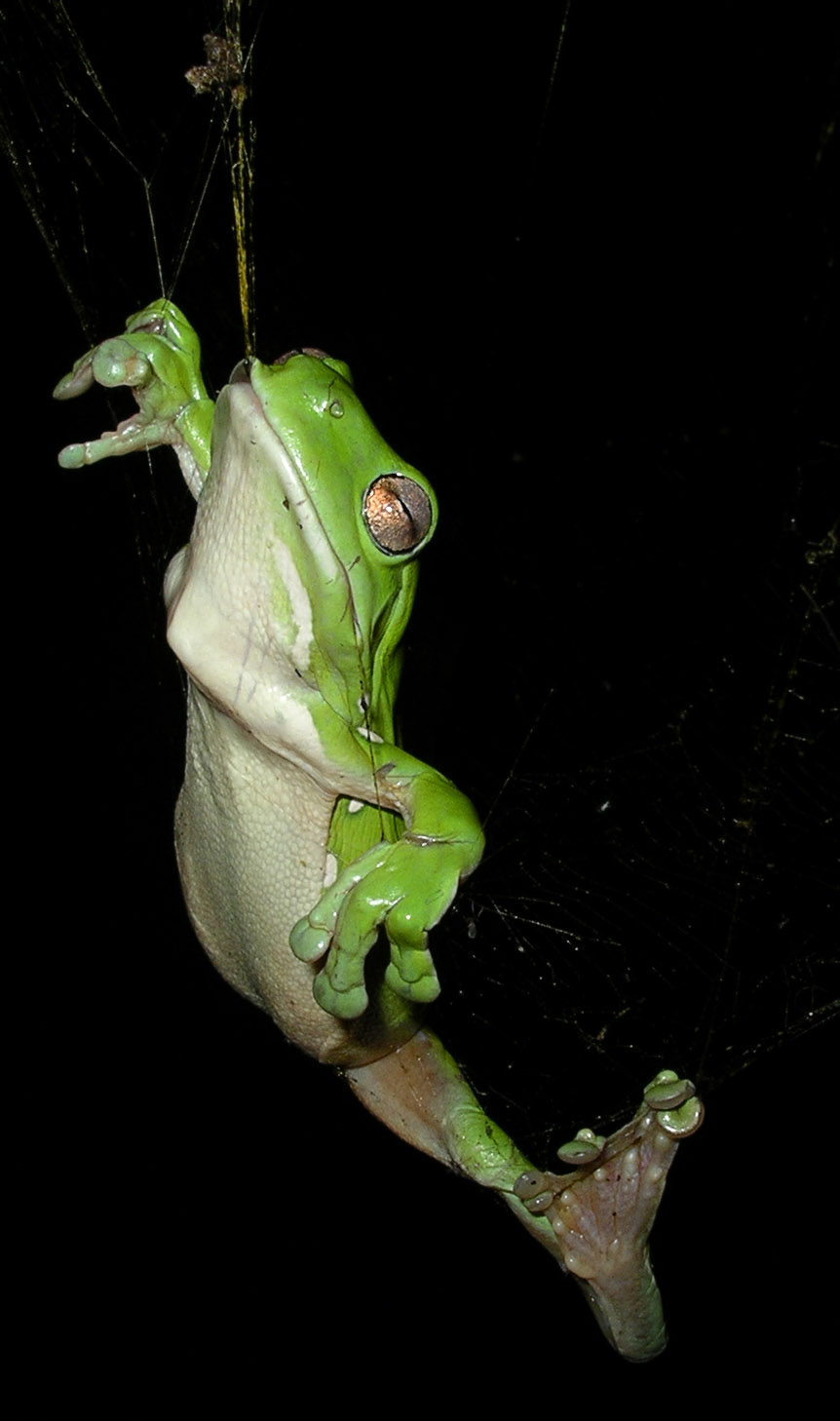
Rosnice siná chycená v pavoučí síti poté, co ho ulovila. Žába přežila

Rosnice siná je jako ostatní rosničky aktivní v noci, kdy loví potravu a namlouvá se. Ve dne si obvykle hledá chladné a vlhké místo, aby se přes den ukryla.
Potrava rosnice siné se skládá převážně z hmyzu a pavouků. Loví ale i větší kořist, malé žabky a ojediněle i savce velikosti myši. Protože nemá dlouhý jazyk, loví hmyz a další bezobratlé skokem s otevřenou tlamou a zavřenýma očima. Ke kořisti se přiblíží na co nejkratší vzdálenost a poté skočí směrem k pohybující se kořisti. Ukázka zde. Větší živočichy loví nahnáním předníma nohama do tlamy. Kořist se jí musí do tlamy vejít, protože nemá natolik uzpůsobené zuby pro porcování potravy. Kořist loví nejčastěji v noci.